# Tiridates IV d'Armènia
Tiridates IV (en armeni Տրդատ Դ) Hèli o el Gran (Trdat el Gran = Տրդատ Մեծfou) fou un rei arsàcida d'Armènia, que va regnar del 298 al 330. Va succeir el seu oncle Tiridates III d'Armènia, amb el qual és sovint confós pels historiadors armenis antics. És venerat com a sant per l'Església Apostòlica Armènia. Va proclamar el cristianisme com a religió d'estat d'Armènia.

## Biografia

### Joventut
Tiridates IV era el fils de Khosrov II d'Armènia; la història d'aquest darrer i el seu germà Tiridates III (i una germana de nom Khosrovidukht) és ben conguda: assassinat el seu pare (Tiridates II) per un persa de nom Anak l'any 238 o en tot cas abans del 252, els fills foren portats a territori romà. Després de l'assassinat del seu pare Khosrov II, Tiridates va fer carrera militar.

### Regnat
Aprofitant les victòries dels exèrcits romans, va entrar a Armènia Oriental i va aixecar al poble, i en virtud del tractat de Nisibis entre l'emperador Galeri i el xa Narses de Pèrsia, fou restaurat en el tron de tot Armènia amb anuència de Roma (no queda clara la sort del seu oncle Tiridates d'Armènia Occidental, ja que podria haver mort per aquell temps, però la data de la seva mort de fet no se sap, i quan abans es confonia a Tiridates III i IV, es feia viure al III durant 30 anys més)
Tiridates IV va perseguir als cristians sota el regnat de Dioclecià. Segons la tradició hagiogràfica de l'Església armènia, el sacerdot cristià Gregori (Gregori l'Il·luminador), fidel del rei, havent refusat de participar en els sacrificis a la deessa Anahit a Eriza (Erzindjian), va patir «dotze tortures » amb un coratge exemplar. Sabent que Gregori era el fils d'Anak, l'assassí del seu avi, el rei el va fer tirar en una fossa de la capital reservada als condemnats a mort. Hi va restar tretze anys.
Sempre segons la tradició hagiogràfica, Tiridates IV va fer assassinar Hripsimé, una verge romana refugiada a Armènia, que li havia refusat la seva mà. Aclaparat de remordiment tot seguit, va patir licantropia; abandonant els seus palaus, errava a les muntanyes i els boscos, seguit pels seus cortesans embogits. La seva germana que es va convertir al cristianisme, va fer un anunci: un àngel li havia dit que el rei es curaria quan Gregori fos alliberat. El rei va consentir a executar aquest alliberament, i es va curar. De seguida, acompanyat de la seva cort, es va traslladar a Achtichat, centre del paganisme armeni, i després d'haver-hi lliurat un violent combat als sacerdots, va destruir tots els idols i els temples.
Una assemblea de notables va elegir a Gregori (sant Gregori l'Il·luminador) cap suprem de l'Església (Catholicos) i el bisbe de Césarea el va consagrar prelat d'Armènia. En 301, o 314, Tiridate IV és convertit al cristianisme amb el seu poble sota la inspiració de Gregori l'Il·luminador. Proclama el cristianisme com religió d'Estat. Gregori va fer construir una església metropolitana a Vagharxapat després d'haver-hi vist una aparició del Crist que li hi hauria indicat la localització exacta de la futura església. Va fundar i instruir el clergat armeni, va evangelitzarl Ibèria (Geòrgia), i a continuació es va retirar a una ermita en una gruta del mont Sepuh fins a la seva mort.
A la mort de Tiridates IV l'any 330, Armènia va conèixer un segle de guerres i d'anarquia.

### Detall de la conversió al cristianisme
Gregori l'Il·luminador, fill d'Anak, s'havia convertit al cristianisme i fou secretari de Tiridates III. El cristianisme s'anava estenent per Armènia, on la majoria de la població seguia el zoroastrisme. La llegenda tradicional de la conversió diu que el rei va fer empresonar Gregori quan aquest no volgué fer una ofrena als déus. Mentre era en presó, arribà a Armènia un grup de monges, dirigit per Gaià o Gajane, fugint de la persecució romana. Tiridates III va quedar fascinat per la bellesa d'una de les monges, Rhipsime, li demanà que es casés amb ell, però no va acceptar-ho. Llavors, el rei, enfurismat, va fer torturar i matar tot el grup. Després va caure malalt i, segons la llegenda, va començar a viure com un porc senglar al bosc. La germana del rei Hosroviduht va tenir una visió on va veure que Gregori era viu i era l'únic capaç de tornar el rei a la normalitat. Així, tretze anys després, va fer alliberar-lo. Gregori va guarir miraculosament Tiridates i el rei va convertir-se al cristianisme, proclamant la nova religió com a oficial, fent així que Armènia esdevingués la primera nació oficialment cristiana.
La data oficial de conversió al cristianisme és el 301 tot i que l'orientalista Adontz considera més probable el 288, en tot cas sempre sota Tiridates III. Aquest rei i la seva esposa Askhen van partipar activament en la conversió del poble. El mateix rei va enterrar els cossos de les màrtirs Gaià i Rhipsime, i va destruir temples pagans. En aquest procés de conversió, el rei va demanar i obtenir el suport dels principals nobles del país, que ara comencen a ser nomenats nakharark. No obstant se sap que els prínceps Selkuni d'Oixakan al Taron, amb ajut del rei Shapur II de Persia, es van revoltar, però foren derrotats per un Mamiconi que va rebre el feu del vençut. Aquesta no va ser l'única revolta: el senekapet (camarlenc) del rei, d'acord amb el príncep de la Sinuia, van planificar assassinar al rei durant una cacera a la província d'Ekeleatz al sud d'Erzindjan, i van aconseguir el seu objectiu però el seu fill Khosrov III el jove va poder retenir el poder amb el suport del clergat.

## Família
Segons Cyrille Toumanoff, Tiridate IV es va casar amb Achken, filla d'Achadar, rei dels Alans, de la qual va tenir a: 
- Khosrov III d'Armènia ;
- una filla, esposa de Hussik el Gregòrida ;
- Salomé, esposa de Rev II d'Ibèria.